# NGC 1930
NGC 1930 este o galaxie lenticulară situată în constelația Pictorul. A fost descoperită în 29 decembrie 1834 de către John Herschel. Se află la o distanță de 56,75 de megaparseci de Pământ.